# Alston (Cumbria)
Pour les articles homonymes, voir Alston.
Alston est une petite ville de Cumbria, en Angleterre sur la Tyne. C'est l'une des villes les plus élevées du pays à 300 m d'altitude.

## Géographie
La ville se situe à la confluence de la Tyne et de la Nent. Le paysage de la région est formé de calcaire, de grès et de schiste. La région est riche en minéraux, en particulier en plomb.
La ville est dans la paroisse civile d'Alston Moor.
Le paysage est d'ailleurs marqué par les divers travaux miniers dont la région a été l'objet au cours du temps.
Les villages proches incluent Garrigill et Nenthead.
Son nom est reporté en 1164-1171 comme Aldeneby et en 1209 comme Aldeneston (le village d'Hakfdan).

## Histoire

### Premier colons
Les premiers indices relevant une présence humaine dans la région sont des fragments de poterie, une boucle d'oreille en or et des outils en silex trouvés dans un tumulus découvert en 1935. Ces objets semblent dater d'entre 2000 et 1700 ans av. J.-C.

### DavidIer, roi d'Écosse
Les mines d'argent d'Alston permettent à David (1083-1153) de frapper sa propre monnaie,,,.